# Fossa Carolina

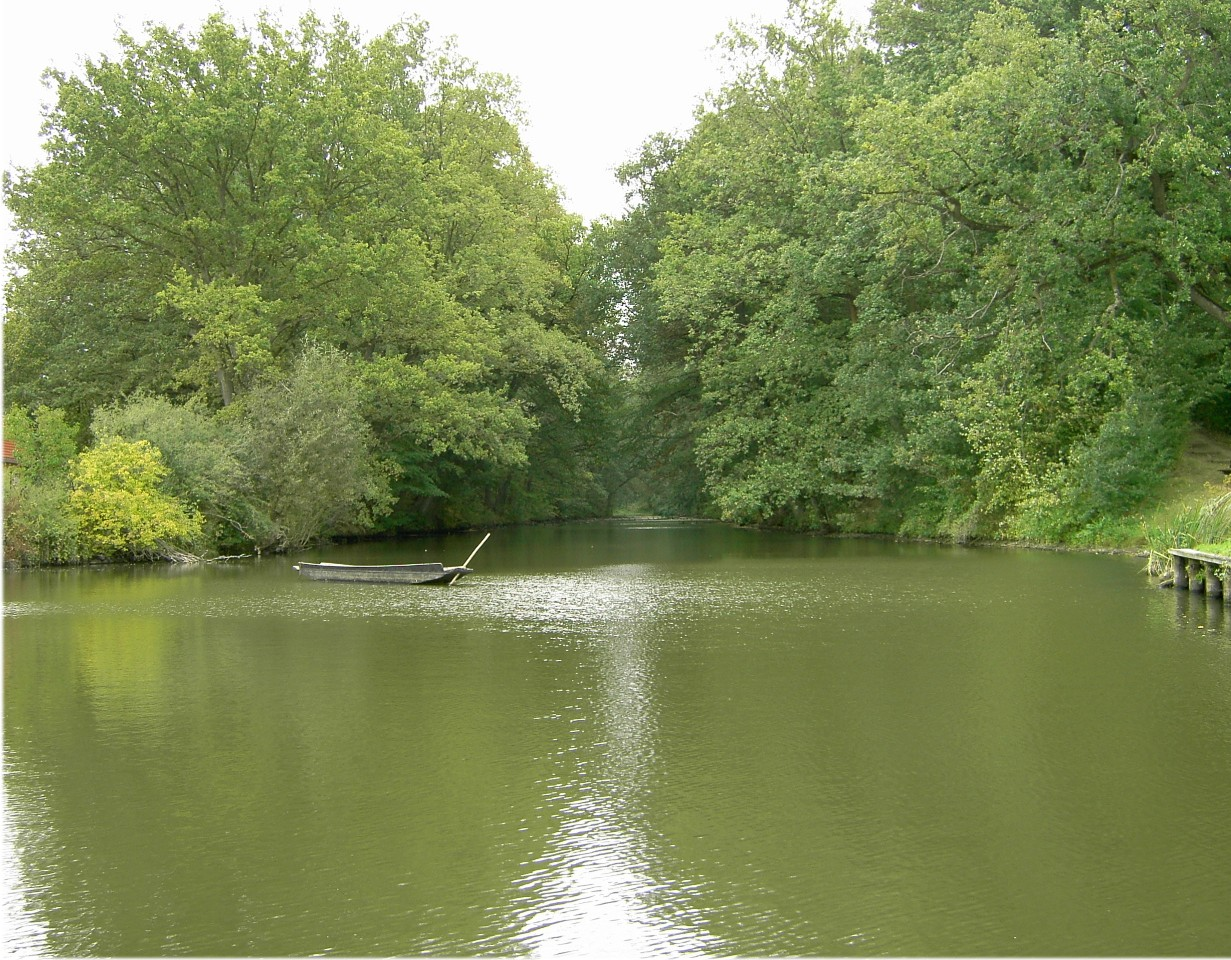
Restos da Fossa Carolina

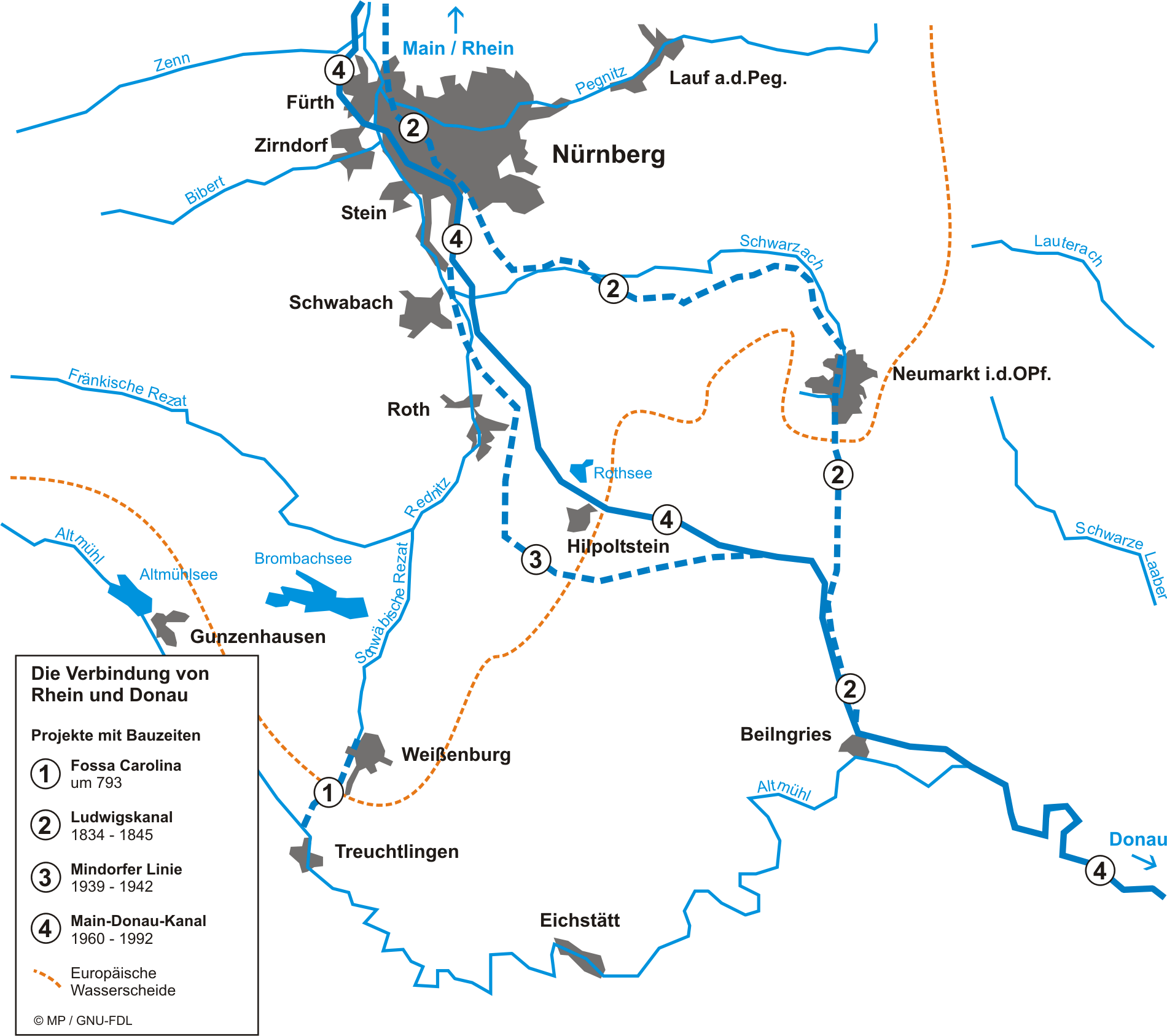
Os diferentes caminhos estão previstas para a ligação de Reno-meno-Danúbio.

A Fossa carolina (ou vala de carolin, no latim medieval Fossa Carolina, em alemão Karlsgraben) foi um canal navegável ligar o Rezat Suábia norio Altmühl, e pela mesma razão, ligando a bacia do Reno, para que o Principal e o Danúbio. Este canal é pré-medieval, portanto, é, em certa medida, o antecessor do canal Ludwig e o canal Reno-meno-Danúbio. A Fossa Carolina teve que cruzar a linha de partilha das águas do Mar do Norte-o Mar Mediterrâneo.

## História
A tradição relata que ele estava em 793 que carlos magno ordenou a abertura de um canal de três quilômetros de perto Treuchtlingen. Ele foi para promover o transporte de mercadorias por barco entre as cidades da Renânia e Weissenburg na Baviera. Até a construção do canal, em efeito, o transporte foi interrompido ao nível da linha de partilha das águas, perto de Treuchtlingen. A tese predominante em certos setores da imprensa, de acordo com o que o canal teria sido alargado para permitir a carlos magno para trazer de volta sua frota naval do Danúbio, o Reno, não é mais defensável hoje ; os motivos estratégicos foram certamente alheia a este projecto, na medida em que o rei dos Francos (e mais tarde o imperador dos Romanos) tinha suficiente vasos, tanto sobre o Danúbio e o Reno, por suas campanhas militares.
As crônicas relatam que o projeto foi abandonado, devido à má condição do solo e as condições climáticas encontradas durante o trabalho ; mas mesmo essas histórias são hoje considerados confiáveis, porque a maioria das fontes contemporâneas de carlos magno, o estado de um canal é concluído e operacional. A baixa presença e o gradual abandono deste canal pode ser explicado pelo significativo obstáculo representado pelo trânsito do alcance de compartilhamento, e o fato de que, para os comerciantes, as dificuldades de trânsito que não são compensadas pelos ganhos comerciais.
De acordo com outra tese caiu em descrédito, o Pit Caroline só serviria para se conectar a guarnição romana de Biriciana (90-253 ap.  J. Chr., agora Weißenburg in Bayern) para outros fortes do Limão, para permitir a entrega de reforços para as legiões, no baixo Reno por um rio de link. O que milita contra esta tese, é o fato de que ela implica que o Poço Caroline tinha que passar para a época romana a terra de várias tribos hostis , mas ele certamente não teria parado de Romanos, especialmente como era muito mais fácil investir nesta área para desenhar um canal.
Na alta Idade Média, o princípio de bloqueio para o sas foi ainda desconhecido : o desvio canais foram separados por lagoas em que podemos fazer variar o nível por um conjunto de vigas ou de válvula de corrediça. O alcance de compartilhamento de Poço caroline foi fornecido com água por uma represa. Além disso, recentemente, foi descoberto perto de Treuchtlingen os restos de uma barragem, um medieval no leito do rio Altmühl, que pode ser conectado para o abastecimento de água da Fossa Carolina. Ele provavelmente serviu como um vertedouro lado do rio Altmühl, para manter um nível constante ao descarregar o excesso de água com a "inundação " no canal. Foi ainda possível estabelecer que a libra norte do canal foi essencialmente alimentada pelas águas do alto-Rezat. Assim, a Fossa Carolina era navegável por todo o tempo.
Nada é deixado hoje esse canal antigo como um braço de água de 500 metro de comprimento e dique dique.

## O fosses carolines na literatura
- Cavanna, O Fosses carolines,  ISBN 978-2714419491 Predefinição:Commentaire biblio

## Galeria

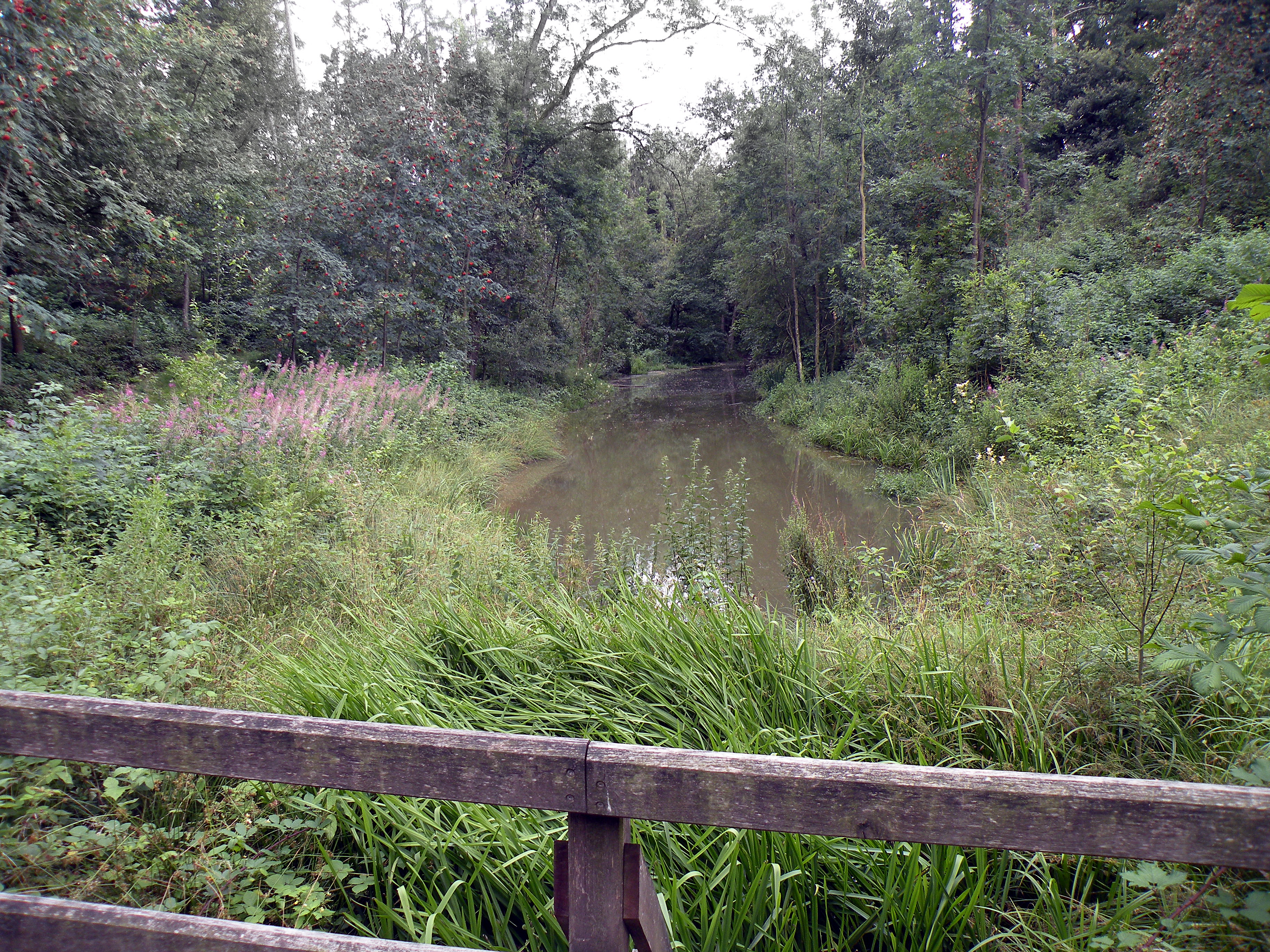
North End
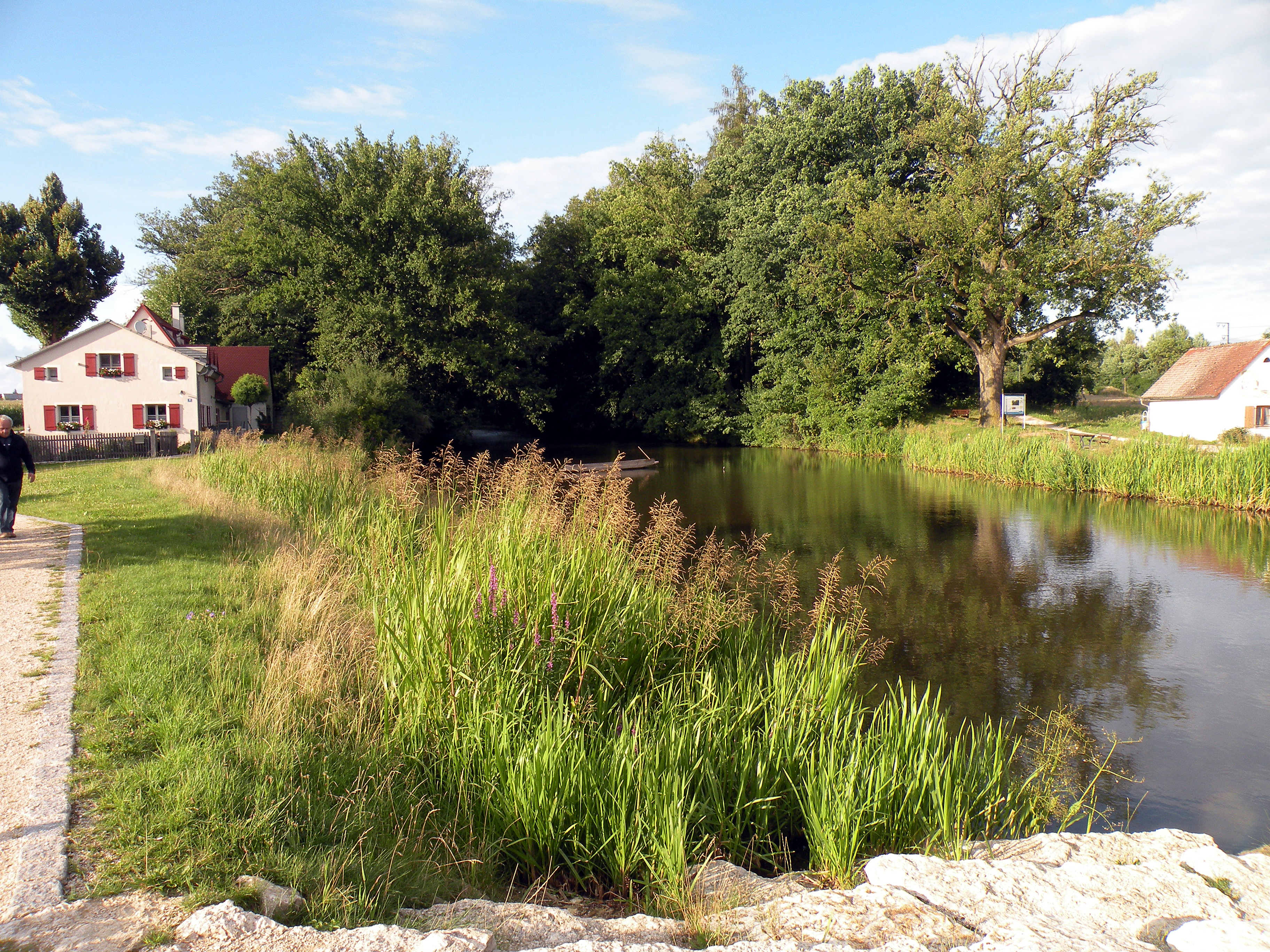
Extremo Sul
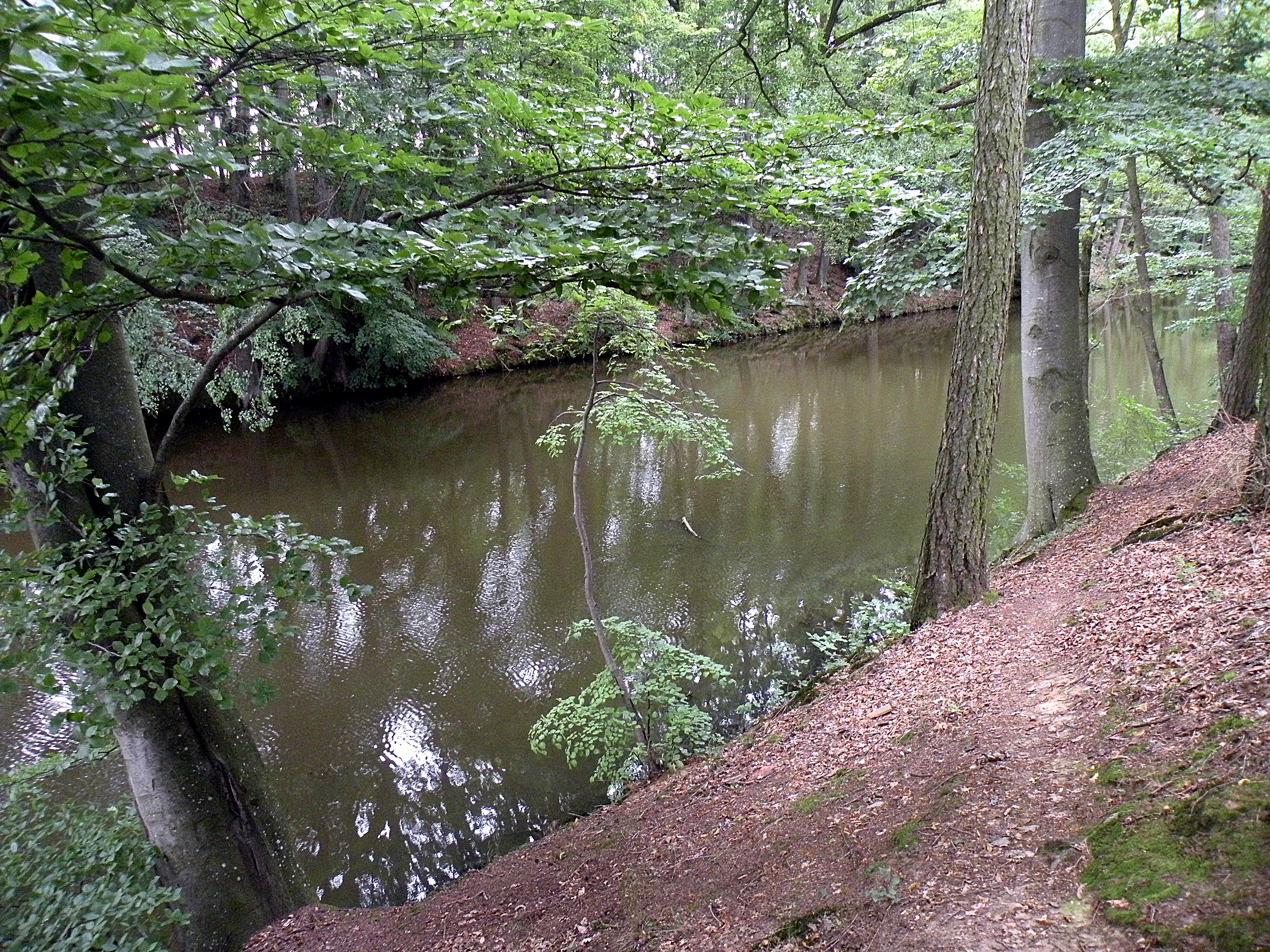
Vista da terraplanagem
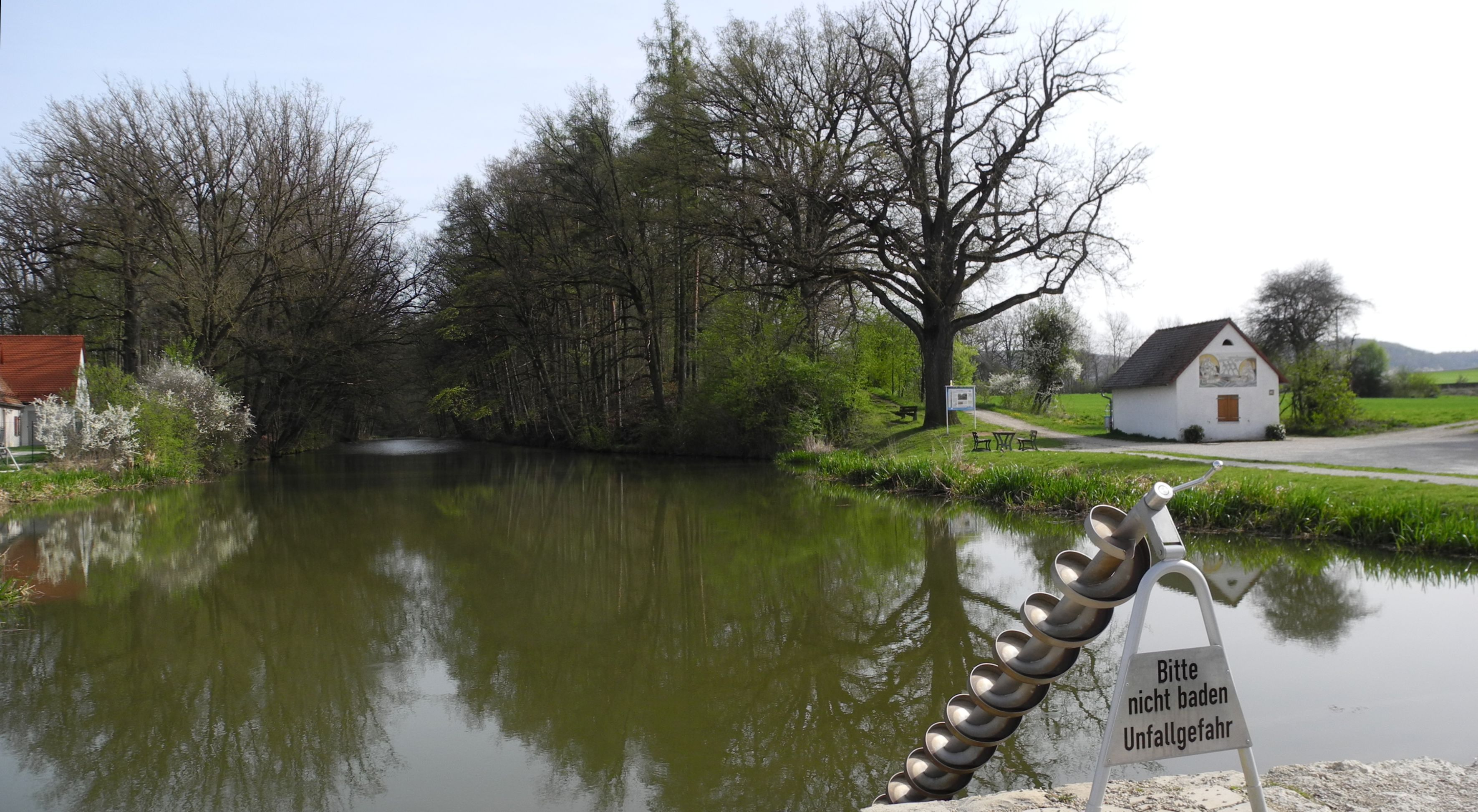
A nível de Karlsgraben
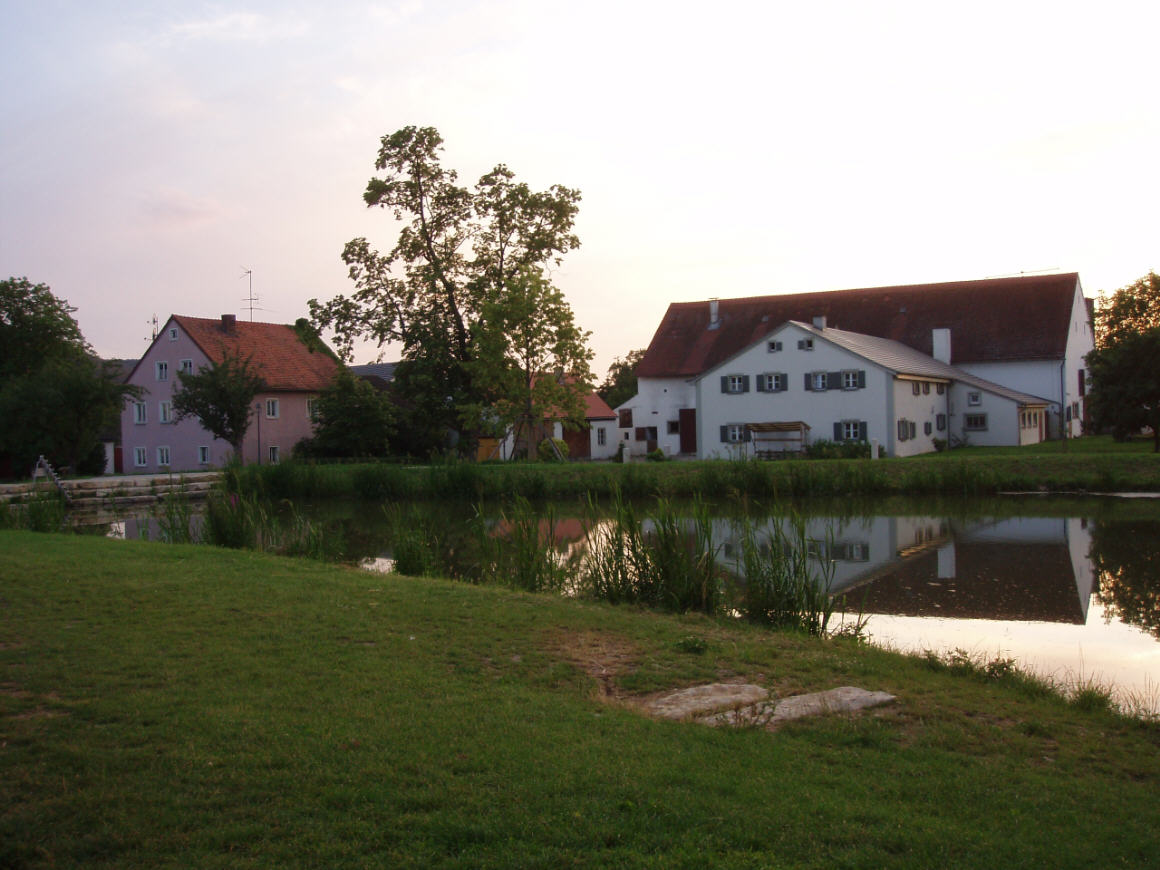
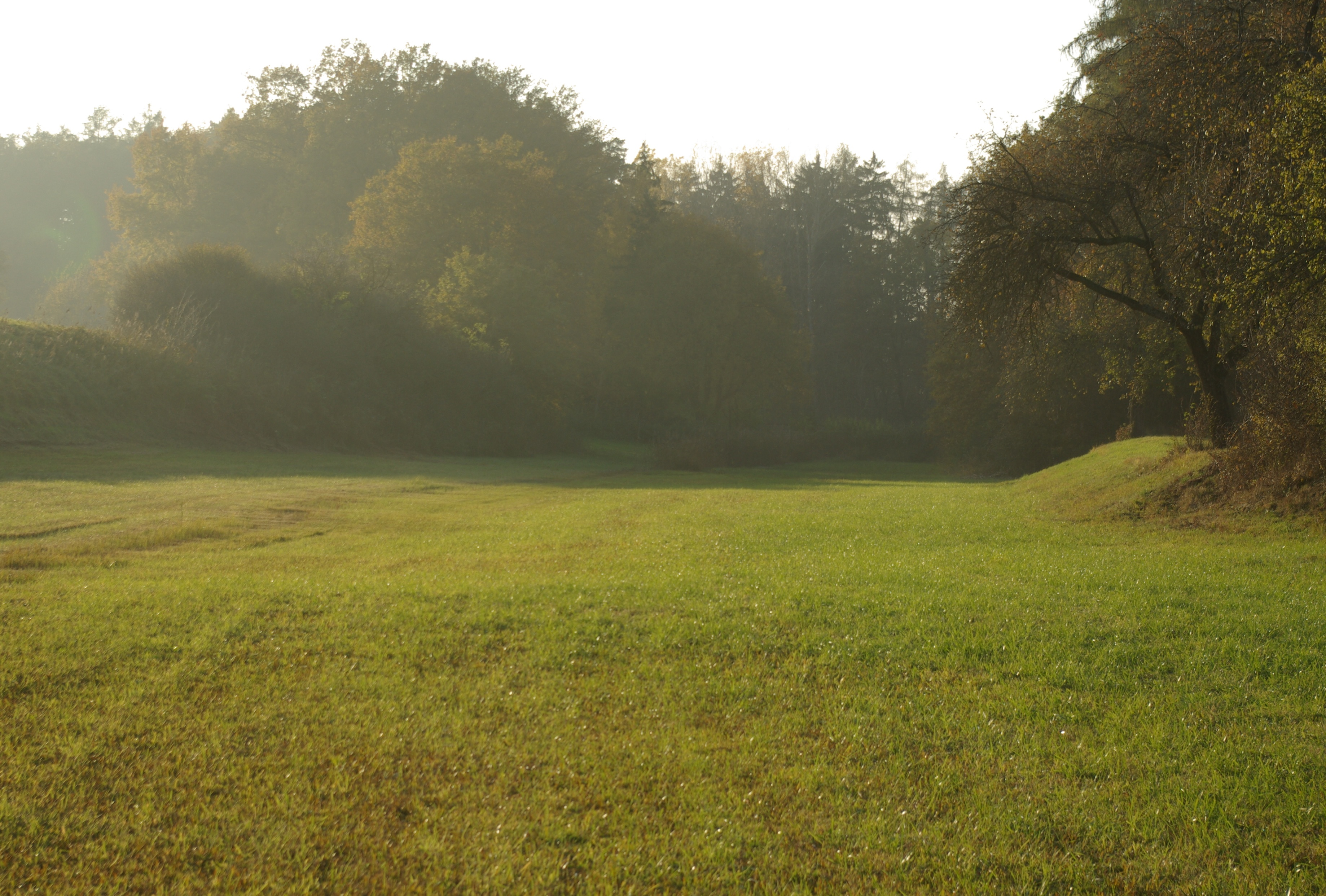
Parte preenchido
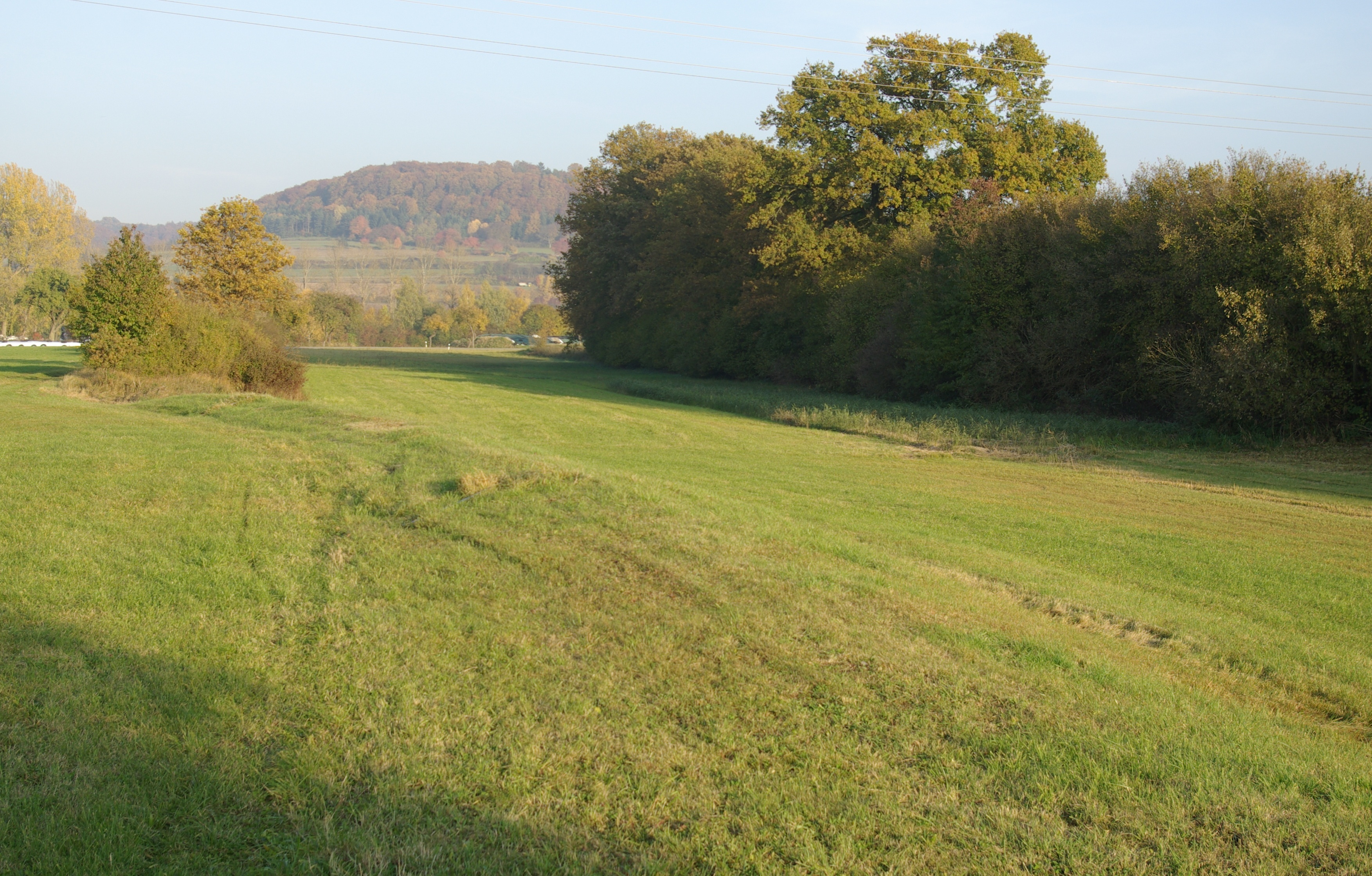
Parte preenchido

### Ligações Externas
- (em alemão) O museu da Fossa Carolina
- (em alemão) franco feudo de Ingoldes-stat e a Fossa Carolina de carlos magno...